# Enzo Verrengia
Crescenzo Verrengia, detto Enzo (Alatri, 1º settembre 1955), è uno scrittore, giornalista e traduttore italiano.

## Biografia
Enzo Verrengia nasce ad Alatri,, dov'era di stanza suo padre, agente e poi sottufficiale della Polizia di Stato. Sei anni dopo, si trasferisce con la famiglia a San Severo, la città della madre.
Frequenta il liceo classico e in seguito studia al DAMS dell'Università di Bologna.
Vive a Pescara.
Esordisce con regie radiofoniche per la RAI di Bari, testi per il teatro e il cabaret, oltre a fare televisione (sia RAI che Mediaset) come autore e attore.
Scrive su La Gazzetta del Mezzogiorno, con approfondimenti di cultura, costume e politica internazionale. Per la stessa testata si occupa inoltre di thriller, spionaggio e narrativa angloamericana.
Collabora a vari quotidiani e periodici, tra i quali La Gazzetta del Mezzogiorno e ViaPo, il supplemento culturale del sabato di Conquiste del Lavoro.
L'attività di giornalista è comunque un risultato del lavoro ininterrotto di documentazione cui si dedica per la sua vocazione di narratore.
Ha dato il proprio apporto alle edizioni italiane delle riviste di fantascienza Isaac Asimov's Science Fiction Magazine e Analog, dirette da Daniele Brolli.
Successivamente entra nell'orbita alla storica rivista Robot. Qui, sul numero 4, dell'estate 2004, appare il racconto La corsa del bruco, con cui vince il Premio Galassia di quell'anno.
Ha sceneggiato un'avventura dell'albo a fumetti Martin Mystère, pubblicata dal numero 208 al 210 nel 1999 e intitolata Zeppelin!, sull'incendio inspiegato del dirigibile Hindenburg.
Ha fatto parte dello staff di Scrivere, il corso settimanale di scrittura creativa edito da Fabbri, uscito dal 1996 in poi con varie riedizioni.
Ha tradotto per le case editrici Editrice Nord, RCS, Hobby & Work e Longanesi, firmando con Maria Cristina Pietri la versione italiana dei romanzi di Elizabeth George dal 1999 al 2005. Attualmente traduce per Mondadori.
Con la pubblicazione del suo romanzo spionistico Sandblast su Segretissimo, sotto lo pseudonimo di Kevin Hochs, si è arruolato nella "Foreign Legion", il gruppo di scrittori italiani "sotto copertura", che annovera tra gli altri Stefano Di Marino (alias Stephen Gunn e Xavier LeNormand), Andrea Carlo Cappi (alias François Torrent), Giancarlo Narciso (alias Jack Morisco) o Gianfranco Nerozzi (alias Jo Lancaster Reno).
Venerdì, 15 dicembre 2017, nella Sala Petrassi dell'Auditorium della Musica, a Roma, ha ricevuto dall'Agenzia Spaziale Italiana e dal Giornale dello Spettacolo un riconoscimento per i contributi alla diffusione del sapere scientifico attraverso la sua opera di autore di fantascienza.

## Opere

### Racconti
- Uccelli sull'acqua (in appendice a Segretissimo n. 1036, La cosa venuta dal freddo, di Colin Forbes, (Mondadori, 1986);
- Gatta ci cova (in appendice a Segretissimo n. 1117, Su con la morte, di Roger Simon, (Mondadori, 1989);
- La stagione della potatura (in appendice a Segretissimo n. 1141, Gioco di specchi, di Ted Allbeury, (Mondadori, 1990);
- Bionda fregola (in Miguel son sempre mi, (Editrice Nuova Tempi Stretti, 1995);
- Gli alleati (in Quando gli alieni invasero la Terra, Editrice Nord, 1997);
- Il gioco del topo (su M, La rivista del Mistero, marzo 2002;
- La corsa del bruco (su Robot n.4, Delos Books, 2004;
- Irreversibile (in appendice a Urania n. 1539, Apocalisse tascabile, di Mordecai Roshwald) ottobre 2008;
- La sindrome Casablanca (in Ambigue utopie, (Editrice Bietti, 2010);
- Sul luogo del delitto (in appendice a Il Giallo Mondadori n. 1316, L'affare testa di morto, di Massimo Pietroselli) (Mondadori, 2010;
- Straordinario (in Sangu), (Manni, 2011);
- Il piagnisteo delle scimmie (su Writers Magazine, n. 30, maggio 2012, Delos Books);
- Lástoka (in Noi siamo Legione, a cura di Fabio Novel, Speciale Segretissimo, agosto 2015) (Mondadori, 2015);
- La frontiera del lupo (in Big Wolf, a cura di Franco Forte, Speciale Segretissimo, luglio 2022) (Mondadori, 2022).

### Raccolte di racconti
- La notte degli stramurti viventi e altri classici di fantascemenza (Besa, 1996) antologia di racconti comico-fantascientifici ambientati in Puglia, che parodiano famosi capolavori della fantascienza;
- La notte degli stramurti viventi: Racconti della pugliesità (edizione riveduta e ampliata, Stampa Alternativa, 2001).
- La notte degli stramuti viventi, reboot (Delos Books).

### Romanzi
- Sandblast (Segretissimo n.1536 - Febbraio 2008), romanzo di spionaggio firmato con lo pseudonimo di Kevin Hochs (Mondadori, 2008);
- Sturmvogel (Segretissimo n.1579 - Settembre 2011), il seguito di Sandblast, ancora con lo pseudonimo di Kevin Hochs (Mondadori, 2011);
- L'eredità di Hyde, rivisitazione del tema di Stevenson con derive fantascientifiche (Piemme 2013);
- Targeting (Segretissimo n. 1614 - Agosto 2014), il seguito di Sandblast e Sturmvogel  firmato con lo pseudonimo di Kevin Hochs (Mondadori, 2014);
- Watchdog  (Segretissimo n. 1622 - Aprile 2015), il seguito di Sandblast , Sturmvogel e Targeting firmato con lo pseudonimo di Kevin Hochs (Mondadori, 2015);
- Lo scritto di sangue (Delos Books, 2018);
- Morte a Venezia (Delos Books, 2019);
- Il mondo finisce a Berlino (Delos Books, 2020);
- I giorni della crisalide (Delos Books, 2020);
- Suoni dal tempo (Delos Books, 2020);
- Finale di caccia (Delos Books, 2021);
- La spirale dell'estate (Sabir, 2021);
- Sherlock Holmes e la formula di Hyde (Mondadori, 2022);
- La corsa della tartaruga (Delos Books, 2023);
- Caccia a due (Delos Books, 2023).

### Saggi
- Divora il prossimo tuo (Avagliano, 2004), sul caso del cannibale di Rotenburg;
- Complottario (Avagliano, 2006), rassegna di cospirazioni e stranezze della cronaca, con qualche deviazione nei luoghi del mistero e dell'inesplicabile;
- Millennial Viaggi nel futuro presente (Luigi Pellegrini Editore, 2017), escursioni ai confini estremi della realtà nel XXI secolo.